# سیاه و زرد
«سیاه و زرد» تک‌آهنگی از هنرمند اهل ایالات متحده آمریکا، ویز خلیفا است که در ۱۴ سپتامبر ۲۰۱۰ منتشر شد.